# 109
| [ Edytuj tabelę ] |                                            |
| Cesarz Chin       | - 106 Han Andi 125                         |
| Władca Korei      | - 53 T’aejodae 146                         |
| Papież            | - 101 Ewaryst 109 - 109 Aleksander I 116   |
| Król Partów       | - 105 Wologazes III 147 - 109 Osroes I 129 |
| Cesarz Rzymu      | - 98 Trajan 117                            |

Rok 109 / CIX
stulecia: I wiek ~
II wiek ~
III wiek

lata: 99 «
104 «
105 «
106 «
107 «
108 «
109
» 110
» 111
» 112
» 113
» 114
» 119

## Wydarzenia
- Europa
  - Tacyt ukończył pisać Historiae (Dzieje)
  - Trajan zadedykował monumentalny pomnik w Adamklissi